# Vibes – Die übersinnliche Jagd nach der glühenden Pyramide
Vibes – Die übersinnliche Jagd nach der glühenden Pyramide (Originaltitel: Vibes) ist eine US-amerikanische Abenteuerkomödie aus dem Jahr 1988. Regie führte Ken Kwapis, das Drehbuch schrieben Lowell Ganz und Babaloo Mandel.

## Handlung
Die Handlung beginnt in den Anden, wo zwei amerikanische Verbrecher eine übersinnliche leuchtende Pyramide entdecken. Der einheimische Führer, der sie an den Ort gebracht hat, warnt sie davor, die Stätte zu entweihen, woraufhin einer der beiden ihn erschießt. Kurz darauf wird der Schütze beim Berühren der Pyramide durch ein unheimliches Licht getötet. Der andere, Burt Wilder, bricht ohnmächtig zusammen.
Nick Deezy arbeitet in New York City für ein Museum und hat übernatürliche Kräfte. Er besitzt die Fähigkeit, durch das Berühren von Gegenständen die Geschichte dieser zu sehen. Er lernt bei einem Workshop die etwas flippige Sylvia Pickel kennen, die über ähnliche Fähigkeiten verfügt. Beide leiden darunter, dass sie von ihren Freunden immer nur ausgenutzt werden. Pickel wird eines Tages vom älteren Harry Buscafusco besucht, der ihr Geld anbietet, wenn sie ihn nach Ecuador begleitet und bei der Suche seines verschollenen Sohns hilft. Pickel nimmt Deezy mit, den die Arbeit im Museum zunehmend frustriert und der sich von seiner untreuen Freundin getrennt hat.
In Ecuador entdeckt Deezy, dass Buscafusco lügt. Dieser offenbart, er suche nicht seinen Sohn, sondern eine verschollene Stadt aus Gold. Deezy und Pickel sind empört, dass man sie angelogen hat, und kehren ins Hotel zurück. Sie sind sehr überrascht, als sie Ingo Swedlin dort sehen, einen der Workshop-Teilnehmer. Ihm erzählen sie eine absurde Geschichte, warum sie in Lateinamerika sind.
Anschließend geht eine attraktive Frau mit Deezy auf sein Hotelzimmer. Dort greift sie ihn an und ruft, es könne nicht weggenommen werden. Sie stirbt allerdings selbst beim Mordversuch. Anschließend besuchen Harry, Sylvia und Deezy den schwerverletzten Burt Wilder im Krankenhaus. Dieser ist kaum noch zurechnungsfähig und brabbelt unsinnig vor sich hin. In einem lichten Moment sagt er Harry jedoch, dass er die geheimnisvolle Stadt entdeckt habe. Anschließend stirbt er und strahlt ein unheimliches Licht aus.
Es stellt sich heraus, dass Swedlin für den verbrecherischen Schatzjäger Harrison Steele arbeitet. Swedlin versucht, die Gruppe zu töten, kann jedoch überwältigt werden. Später geraten die Schatzjäger in den Anden erneut an Swedlin, der Buscafusco mit einem Messer ermordet. Deezy und Pickel werden gezwungen, Swedlin, Steele und einen dritten Gangster zur goldenen Stadt zu führen. Sie entdecken eine antike Pyramide, die von Außerirdischen erbaut worden war. Die Kräfte der Pyramide ermöglichen es Pickel, die Verbrecher in Notwehr zu töten. Sie und Deezy kehren gemeinsam ins Hotel zurück, wo sie sich ihre Liebe gestehen. Am Ende sieht Pickel den Geist von Buscafusco.

## Kritiken
Roger Ebert schrieb in der Chicago Sun-Times vom 5. August 1988, Filme wie dieser würden wie Eintagsfliegen im Sommer erscheinen und wieder verschwinden. Niemand erinnere sich an sie. Das Drehbuch sei eine Anreihung bedeutungsloser Ereignisse, die mit unmotivierten Dialogen vermischt seien („a series of meaningless events alternating with unmotivated conversations“). Lauper habe nicht den richtigen Weg gefunden, wie sie ihren Charakter spielen solle; Goldblum bemühe sich stärker.
Der Film-Dienst schrieb, der Film biete „turbulente Abenteuer“. Er sei jedoch „trotz attraktiv besetzter Hauptrollen und einiger gelungener Gags“ „allzu konfus entwickelt“ und habe „unverkennbare Längen“.

## Hintergründe
Der Film wurde u. a. in Ecuador gedreht. Er war finanziell ein extremer Misserfolg und spielte in den Kinos in den USA ca. 1,88 Millionen US-Dollar ein – bei 18 Millionen Dollar Produktionskosten.